# 岡部亘
岡部 亘（おかべ わたる、1963年1月30日 - 2017年1月13日）は、日本のマルチプレイヤー、作曲家。ドラマー、ギタリスト他、幅広く活動。

## 概要
京都産業大学に入学後、軽音楽部に在籍し、ドラムスをはじめる。
数々のバンドの正式メンバーとしてのみならず、自身のユニット展開、他アーティストのサポート、ミュージカル出演など、所属・ジャンルを超えた多彩な活動で知られる。
2017年、1月13日に急性心筋梗塞にて死去。

## 主な参加バンド・ユニット
- おかげ様ブラザーズ：1986年にメジャー・デビュー。「ブラッキー岡部」としてドラムス担当。
- b-flower：1991年加入。主にドラムス担当。作曲も手がける。
- Mother's Boy：中島らものバンド。
- オーサカ・エグザイル：金子鉄心（おかげ様ブラザーズ）、押尾コータロー、ナガサカ憲道の計四人によるケルト音楽ユニット。ギター、パーカッション担当。いしだ壱成のアルバム『PUR』などにも参加。
- 月と蛙：2001年春に三線の清水彩月と結成したユニット。歌謡曲、民謡からロックまで多彩な演奏内容で知られる。ギター、鳴りもの、唄を担当。作曲、アレンジも手がける。これまでに、アルバム3枚をリリース（2002年『天真爛漫』、2004年『豪華絢爛』、2009年『花鳥風月』）。
- 鞴座（ふいござ）：金子鉄心と藤沢祥衣の3人組ユニット。ギター担当。イーリアン・パイプやアコーディオンなどの鞴系の楽器を駆使することから名付けられた。パリのミュゼットからケルトまで欧州の大衆音楽を特徴とする。リリースアルバムに『フイゴ座の怪人』など。
- Livingstone Daisy：b-flower の八野英史とアンビエント・ミュージシャンの細海魚の3人組ユニット。2010年11月16日にデビュー曲『どこにも行けないでいる』を、2011年2月8日にセカンドシングル『この悲しい世界』を配信リリースした。リリースノーツによると、春にアルバムの発売が予定されている。
- Humming Toad ：ビートルズに代表される 60's ポップが基調のソロユニット。全作曲、ヴォーカルとすべての楽器をこなす。b-flower の八野が作詞、宮大がミックスとして参加。1999年『Love Wonderland』、2000年『Love Under The Lily Pad』 のアルバム2作をリリース。

その他、WALRUS、ヘキサクラズマ 、ワズラワズ、スースーハー、スーパーゼリー、鞴弦、等。

## 他アーティストのサポート
ナガオクミ（2009年アルバム『ケシキス』）、華乃家ケイ、原田博行、等多数。

## ミュージカル出演
ロックミュージカル公演にドラマーとして出演。
- 劇団☆新感線：2004年『SHIROH』、2006年『メタル・マクベス』、2007年『Tommy』
- 劇団新感線☆RX：2010年『薔薇とサムライ』

他にも、おろちロックショー、等。

## エピソード他
- 使用ドラムは、ラディック・ムッサー。カホンはシュラングベルグ。
- 自他ともに認めるビートルズの大ファン[1][2]。
- 「バブルガム・ポップもビートルズ以外のリバプールサウンドもモンキーズもエルレーベルもソフトロックもほとんど全く知らないのに、（こんな）曲が書けちゃう天然 60's メロディーメイカー」であるとは、b-flower メンバーの八野英史の弁[2]。
- 公式サイトに「怪奇生物図鑑」ページを設けているほどの生物図鑑マニア。また同サイトでは、犬のクー、鳥のプックル、亀のジョンが、各々のページを与えられている。
- b-flower の八野からは「オカベーロ」、他に「かえるさん」と呼ばれている。

※苦手な食べ物はうなぎ・かにみそ・あなご・川魚全般である。ちなみに、許せない食べ物は「ぶり大根」だそうで、岡部曰く「ぶりの香りが浸み込んだ大根が許せない！大根だけで煮た方がおいしい…」と思っている。